# Making Love Out of Nothing at All
"Making Love Out of Nothing At All" é uma balada escrita e composta por Jim Steinman e gravada pela primeira vez pela dupla australiana Air Supply e lançada em 1983 na compilação Greatest Hits. O single alcançou a posição # 2 na Billboard Hot 100 nos Estados Unidos.
A canção foi regravada por muitos outros artistas, sendo que a versão da cantora Bonnie Tyler foi a mais bem sucedida. A versão em português recebeu o nome de "Você Mudou", e foi escrita por Sandro Lemes e primeiramente gravada pelas duplas Ouro Preto & Boiadeiro, Monttenegro & Boiadeiro e anos depois o cantor sertanejo Cristiano Araújo regravou a versão.

## Gravação
A canção gravada por Air Supply alcançou a segunda posição em duas tabelas da Billboard: Hot 100 e Adult Contemporary. A produção foi realizada por Jim Steinman, o mesmo produtor de Total Eclipse of the Heart de Bonnie Tyler. Foi lançada como uma nova faixa do álbum de Greatest Hits de 1983. O lado B do single foi "Late Again".   A canção está incluída entre os hits de seus álbuns de compilação e gravados ao vivo. Uma versão acústica foi gravada para o álbum de 2005 The Singer and the Song.
Steinman ofereceu a canção, junto com "Total Eclipse of the Heart", ao cantor Meat Loaf para inclusão em seu álbum Midnight at the Lost and Found. No entanto, a gravadora de Meat Loaf se recusou a pagar Steinman pelo material, de modo que  Meat Loaf compos a maioria das canções para o álbum próprio. As músicas de Steinman foram então oferecidas a Bonnie Tyler e Air Supply. 
Em 1983, a dupla Air Supply havia mudado muito o estilo musical, tanto no estúdio de gravação quanto em turnê. Mas Steinman, conhecido por suas produções suntuosas e contando com apoio de membros da E Street Band de Bruce Springsteen - Roy Bittan nos teclados e Max Weinberg na bateria - reforçaram musicalmente as gravações.
O ícone do glam rock da década de 70 Rick Derringer fez o solo de guitarra elétrica em "Making Love Out of Nothing At All", o que diferenciava drasticamente da maioria das outras produções. Na época, Steinman descreveu deste modo o trabalho com Air Supply : "Os melhores cantores do mundo, começaram na Austrália , e ganharam o mundo todo. Foi uma honra trabalhar com eles . 

## Desempenho em tabelas musicais

### Posições
| Tabelas musicais (1983)           | Posição |
| --------------------------------- | ------- |
| Estados Unidos Billboard Hot 100  | 2       |
| Estados Unidos Adult Contemporary | 2       |
| Reino Unido UK Singles Chart      | 80      |
| Nova Zelândia                     | 24      |